# Dpi
Dpi, akronym för dots per inch, bildpunkter per tum (2,54 cm), är en måttenhet för upplösning, främst för ytenheter.
En rasterbild är uppbyggd av ett antal bildpunkter (pixlar) och det är antalet sådana per yta som avgör bildens kvalitet. Upplösning är en term som ofta används inom fotografi som anger hur fina detaljer som maximalt kan återges, men egentligen är ppi en mer relevant term. 
Om varje bildelement bara kan ha en av ett fåtal grundfärger ger en hög upplösning möjlighet till ökat färgdjup genom översampling ("dittring"). Så är fallet för tryckt grafik och för datorutskrifter.

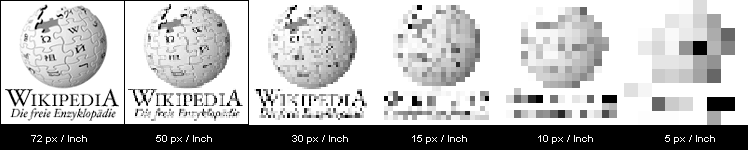
Ett simulerat exempel på hur kvaliteten försämras i takt med upplösningsinställningen vid samma fysiska yta.

## Tillämpning
Bildskärmar brukar ha minst 72 punkter/tum (gäller äldre MAC-skärmar byggd på CRT-teknik, för motsvarande PC-skärmar är värdet 96 punkter /tum eller 38 punkter per cm med en punktstorlek på 0,27 mm)), eller cirka 29,1 punkter per cm, vilket gör att varje så kallad pixel då är cirka 0,34 mm. I skärmsammanhang kan man även ange detta avstånd, så kallad dot pitch. En låg dot pitch innebär alltså tätare mellan pixlarna och fler punkter/tum. För bland annat TFT-skärmar översätts detta direkt till pixlar, medan det för en äldre skärm med katodstrålerör avser det finmaskiga nätet med fosforfläckar på skärmytan. De teoretiska pixlarna i datorn "översätts" till träffar på fosforpunkterna. Om upplösningen i datorns signal är mycket mer detaljerad än fosforpunkternas nät kan skärmen då inte återge bilden i full upplösning.
Dessvärre är måttet ett ganska dåligt eftersom ögats dpi-tal är starkt beroende på synvinkeln. I mittfältet ligger den bästa perceptionen för upplösning, och ögat läser av bilden för att konstruera en hel bild med bra upplösning. Dessutom avtar känsligheten för detaljer starkt med åldern.
För tryck rekommenderar man oftast 300 dpi, enligt formeln önskad upplösning (ppi) ska vara 2xlpi (rastertäthet) och färgerna i bilden separerade till CMYK;
Laserskrivare brukar ha en upplösningstäthet på 600 dpi, tidigare 300 dpi, och 1200 dpi blir mer och mer vanligt. Typografer brukar använda en upplösningstäthet på 1200 dpi. Skannrar har en upplösning från 300×600 dpi upp till 600×1200 dpi, där upplösningen mäts bredd×höjd.

### Ett vanligt missförstånd
Ett mycket vanligt missförstånd är att utskriftsinställningen med avseende på DPI avser bildens kvalitet. Alla digitala bilder består av ett fast antal pixlar, och de flesta filformat (t.ex. JPEG) kräver att en utskriftsinställning i DPI görs. Många kameror ställer detta till 300, andra till 144, andra till 72 DPI - det är alltså endast en inställning för hur tätt bilden skall skrivas ut. Upplösningen i en digital bild avgörs av det totala antalet pixlar, t.ex. 3000x2000 pixlar (eller 6 megapixel). DPI är alltså endast en utskriftsinställning; en digital bild kan naturligtvis skrivas ut i valfri storlek och därmed sprids bildens fasta antal pixlar över en inställd fysisk yta, t.ex. A4. Med andra ord, innan en digital bild blivit fysisk kan man naturligtvis inte tala om hur många pixlar eller punkter per tum den innehåller, eftersom utskriftsstorleken är valfri. På samma sätt kan man inte säga att en digital bild är 20x30 centimeter, eftersom det endast är en inställning med avseende på utskrift i programvaran. En analogi är att man inte kan säga att en färgburk täcker 3 kvadratmeter, eftersom det beror på hur tjockt och tätt man målar. 